# Gaurax nervosus
Gaurax nervosus är en tvåvingeart som beskrevs av Becker 1911. Gaurax nervosus ingår i släktet Gaurax och familjen fritflugor.
Artens utbredningsområde är Taiwan. Inga underarter finns listade i Catalogue of Life.